# Katarzyna Socha
Katarzyna Socha primo voto Hukałowicz, z domu Twarowska (ur. 7 maja 1972 w Białymstoku) – polska naukowiec, bromatolog, profesor doktor habilitowany nauk farmaceutycznych.

## Życiorys
Ukończyła Szkołę Podstawową nr 9, a następnie V Liceum Ogólnokształcące im. Jana III Sobieskiego w Białymstoku. W 1996 uzyskała dyplom magistra na kierunku chemia na Filii Uniwersytetu Warszawskiego w Białymstoku. Po studiach została zatrudniona w Samodzielnej Pracowni Bromatologii Akademii Medycznej w Białymstoku na stanowisku starszego technika, a od 1997 asystenta. W 2002 pod kierunkiem prof. Marii Borawskiej z obroniła na Śląskiej Akademii Medycznej w Katowicach pracę doktorską „Wpływ sposobu odżywiania i używek na zawartość selenu i manganu w krwi i włosach matki w przypadku wad wrodzonych narządu ruchu u noworodka” uzyskując stopień naukowy doktora nauk farmaceutycznych. W 2013 na podstawie osiągnięć naukowych i złożonej rozprawy „Poszukiwanie zależności pomiędzy nawykami żywieniowymi a stężeniem wybranych pierwiastków w przypadku tętniaków aorty brzusznej i mózgu oraz wybranych nowotworów” uzyskała stopień naukowy doktora habilitowanego nauk farmaceutycznych. W 2023 uzyskała tytuł profesora nauk farmaceutycznych.
Zatrudniona na stanowisku adiunkta w Zakładzie Bromatologii UMB. W latach 2013–2014 pracowała też na Wyższej Szkole Medycznej w Białymstoku, a wcześniej w latach 2003–2013 w Wyższej Szkole Kosmetologii i Ochrony Zdrowia w Białymstoku. Członek Komisji Rewizyjnej oddziału białostockiego Polskiego Towarzystwa Farmaceutycznego. Członek Komisji Konkursowej Zarządu Głównego oraz Członek Zarządu oddziału białostockiego Polskiego Towarzystwa Nauk Żywieniowych.
Odznaczona Brązowym Krzyżem Zasługi (2003).